# Верещага
Вереща́га — река в Новосильском районе Орловской области России, правый приток реки Зуши.

## Название
Название «Верещага» происходит от слов верещать, беспрерывно говорить, шуметь (от быстрого шумного, «говорливого» течения реки). На карте ПГМ (вторая половина XVIII века) и в работе профессора Г. П. Смолицкой «Гидронимия бассейна Оки» указывается как «Верещашка».

## Описание
Река берёт своё начало из более чем двадцати маленьких родничков у исчезнувшего посёлка Ключи и в 1 км от посёлка Корьки. Впадает в Зушу у деревни Мужиково. Имеет приток-ручей, исток которого начинается у деревень Варваринка и Хохлы. В летнее время ручей почти пересыхает. Другой, в настоящее время пересохший приток-ручей, берёт начало у села Малые Пруды (Красная Нива). Длина Верещаги около 5 километров. Ширина в некоторых местах достигает 4,5 метра, глубина 1 метр. Течение быстрое равнинное. Питание реки родниковое и снеговое. Водится рыба: пескарь, голец обыкновенный, елец (в народе называют клинок). По берегам реки живёт ондатра.

## Фотографии
- Исток Верещаги.
- Вид на исток Верещаги с горы, где был посёлок Ключи.
- Исток Верещаги; ч. 1
- Исток Верещаги; ч. 2
- Левый пересыхающий приток-ручей (старица) реки Верещаги после весеннего половодья. Вид с горы у деревни Новосергеевка.

- Рыбка из Верещаги
- Мост через Верещагу на карьер — Мужиковскую зону отдыха.
- Стрелка Верещаги и Зуши у д. Мужиково.